# Ocotea disjuncta
Ocotea disjuncta là loài thực vật có hoa trong họ Nguyệt quế. Loài này được Lorea-Hern. mô tả khoa học đầu tiên năm 2002.